# 納島

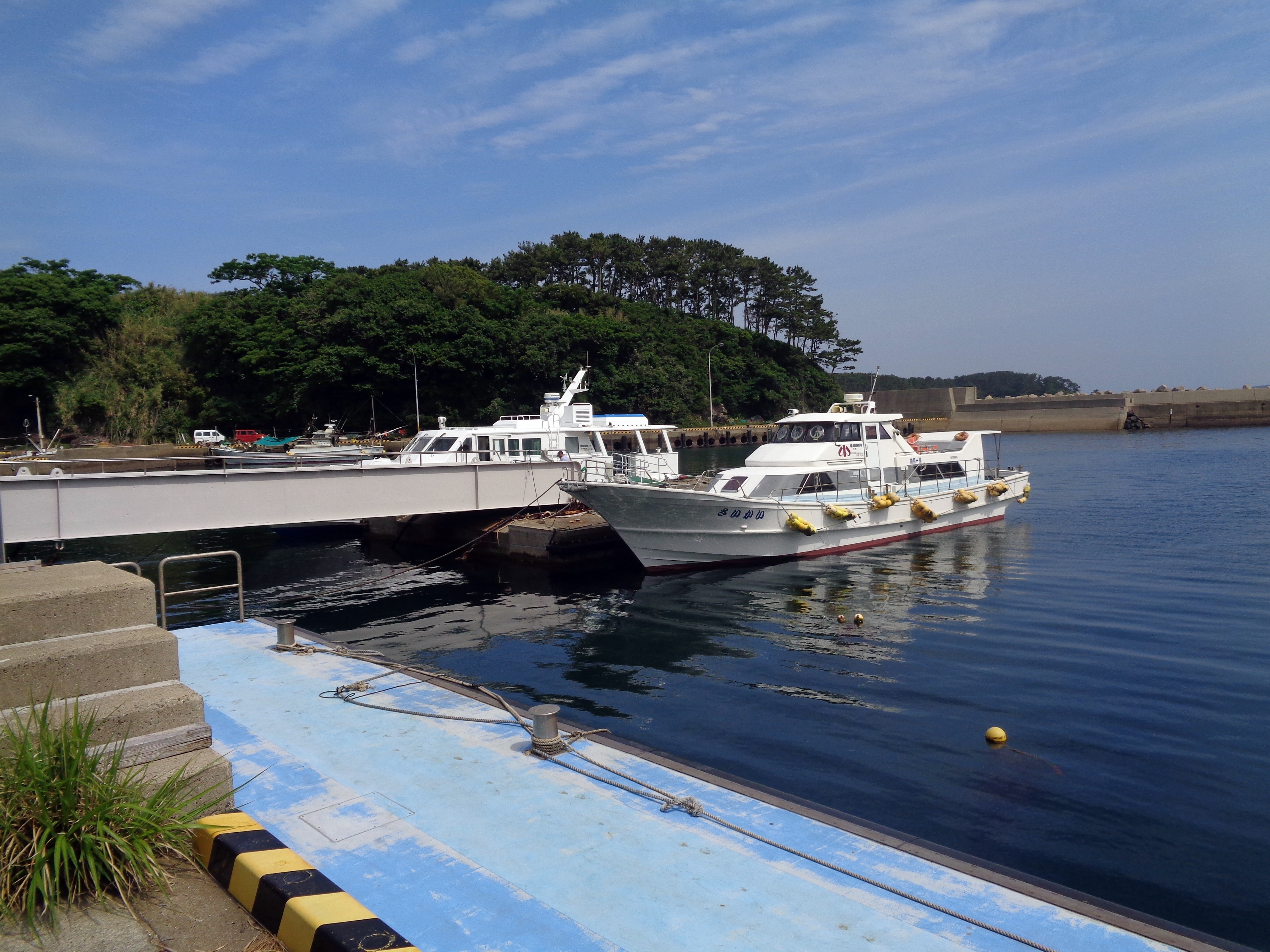
納島と小値賀島を結ぶ町営船「さいかい」（柳港）

納島（のうしま）は、長崎県五島列島の小値賀島の北にある島である。北松浦郡小値賀町に属する。

## 概要
一般には五島列島に含められることが多いが、長崎県では小値賀島も含めて平戸諸島の一部としている。

五島列島

- 面積 - 0.65km2
- 人口 - 29人（2010年国勢調査）[1]

## 交通
- 小値賀島北部の柳港から小値賀町営の定期旅客船がある（所要時間は約10分）。

## 特産品
- 納島港のすぐそばにはアコウの群落があり、特産品としてはピーナッツが有名である。